# Antonio Pernas
Antonio Pernas Sabio, (La Coruña, 1944) es un diseñador de moda español.

## Trayectoria
Estudió ingeniería en la universidad. 
Comenzó con un pequeño taller en el que hacía uniformes para la marina y abrigos de mujer, este taller estaba situado en una villa marinera, donde se crio, Mugardos. Dicho edificio, conocido como el de las Gabardinas, hoy en día se encuentra en proceso de reforma para hacer en ellos apartamentos turísticos. En los años 70 creó la primera colección en colaboración con su mujer María Freire. Desde el año 1991 sus creaciones han desfilado en la Pasarela Cibeles. En el año 1992 abrió la primera tienda en La Coruña, que llegarían a ser más de veinte por toda España, y cuatro en el extranjero (Andorra, Grecia, Líbano y México). En 2005 la marca Antonio Pernas fue adquirida por el Grupo Caramelo. 
Pernas ha defendido la idea de que los estudios de moda se integren en los programas de las universidades públicas.

## Premios
- Recibió la Medalla Castelao en 1996.

### Otros artículos
- Consello da Cultura Galega.